# Teoria dei vincoli
La teoria dei vincoli è una teoria del modo di gestire un'azienda o un'organizzazione. Essa è stata creata da Eliyahu M. Goldratt e dai suoi collaboratori lungo un periodo di più di tre decenni e ha avuto un successo mondiale, essendo stata applicata negli Stati Uniti, America Latina, India, Sudafrica, Cina, Taiwan e Giappone, oltre che in Europa seppur in misura minore. In Italia la sua applicazione è stata molto bassa.
Per descrivere il contenuto della teoria, che viene indicata spesso con TOC dalle iniziali dell'inglese Theory of constraints, seguiremo lo schema utilizzato dallo stesso Goldratt nella sua introduzione al “Theory of Constraints Handbook”. Goldratt segue al tempo stesso un percorso logico e cronologico.

## Focus
Il problema del miglioramento delle performance di una azienda si traduce immediatamente nel problema “su che cosa occorre agire”. Su tutti i fattori? Già Vilfredo Pareto aveva indicato che il 20% dei fattori era responsabile dell'80% dei risultati. Ma se i fattori e risultati sono tra loro collegati, come sempre avviene nelle aziende (non sono cioè indipendenti), allora agendo su una minuscola frazione dei fattori si ottiene praticamente la quasi totalità dei risultati. La focalizzazione è quindi il criterio del successo dell'azione del management. La TOC vuol dunque fornire il necessario focus. Il punto che segue approfondisce che cosa allora deve essere fatto.

## Vincoli e non vincoli
È un grave errore trattare in modo uguale vincoli e non vincoli. In genere si ritiene che valga universalmente la massima “Fare di più è meglio” ma ciò è vero solo se una risorsa è un vincolo. Se una risorsa che non sia vincolo viene trattata nello stesso modo del vincolo si ottengono risultati opposti, la performance del sistema si deteriora. Una risorsa non vincolo deve produrre fino a un certo livello, ma non oltre. Dunque l'indicazione di concentrare l'attenzione (focus) deve arricchirsi di una seconda notazione: distinguere dove occorre fare sempre di più e dove occorre invece non fare oltre un certo limite. Gli elementi non vincolo che sono i più numerosi in una azienda debbono sottostare alla seconda condizione.

## Misurazioni
I sistemi di controllo di gestione normalmente favoriscono la produzione su tutte le risorse, prevedendone la loro saturazione. Le prime realizzazioni di TOC si scontrarono con questa concezione e fu allora necessario introdurre un nuovo insieme di misure che fossero coerenti con il principio sopra esposto. Furono definite tre misure principali: Throughput (T) cioè flusso netto del denaro entrante, Investment (I) cioè Scorte e Operating Expense (OE) cioè Spese Operative. T rappresenta appunto il flusso di denaro che entra nel sistema grazie alle vendite, I rappresenta il denaro investito in cose che il sistema intende poi vendere, OE è il denaro che occorre per trasformare I in T.
La rivoluzione delle misure della Teoria dei Vincoli si trova nei paradigmi e assunzioni di base. Le logiche del cost accounting alla base dei modelli di controllo di gestione comunemente adottati si fondano su una visione meccanicistica delle performance, secondo la quale le performance delle diverse sub-unità organizzative seguono regole additive: la performance globale dell'organizzazione è pari alla somma delle performance locali. Da qui la convinzione che qualsiasi miglioramento locale contribuisca al miglioramento della performance economico-finanziaria complessiva.
La Teoria dei Vincoli, invece, si basa su una visione sistemica, in virtù della quale la performance del sistema non segue regole di tipo additivo, bensì dipende dalle interazioni delle singole parti dell'organizzazione, in particolare le interazioni con i vincoli, perché dalle interazioni nascono nuove proprietà. La conseguenza è che non è necessario investire in azioni di miglioramento in qualsiasi punto del sistema. Le azioni di miglioramento delle performance devono essere focalizzate sullo sfruttamento del vincolo del sistema, e sull'efficacia della subordinazione delle altre risorse ad esso. Il sistema di metriche e misurazioni locali della TOC si ispira a questi principi:
- misurare quanto è efficace la performance del vincolo con le metriche del Throughput
- misurare quanto efficacemente le altre risorse si subordinano al vincolo e non ne disperdono la produttività, nel modo più efficiente possibile, tenendo conto della variabilità e quindi della necessità di mantenere della capacità protettiva per sostenere il flusso.

Il sistema delle metriche in una implementazione TOC deve rispettare i principi di coerenza delle metriche all'obiettivo e i principi dell'armonia, per eliminare fonti di conflitto tra le metriche stesse e le funzioni aziendali.

## La produzione
Con la comprensione dell'importanza cruciale dei colli di bottiglia, divenne necessario definire le azioni da prendere su di essi e, cosa non meno importante, stabilire il modo di impedire la sovraproduzione da parte dei non-colli-di-bottiglia, senza dover controllare singolarmente ciascuno di essi. Fu individuato un sistema di controllo composto di due parti denominate DBR (Drum Buffer Rope) e BM (Buffer Management), descritte in modo dettagliato nel libro “The Goal” e successivamente in “The Race”.

## Distribuzione e progetti
Per questi due ambienti venne coniato nel 1987 il concetto di “vincolo” in quanto “collo di bottiglia” non aveva più senso fuori dalla produzione. La natura del vincolo cambiava: per la gestione progetti si trattava della “catena critica” (vedi il libro "Critical Chain") e per la distribuzione si trattava o della disponibilità di cash (per i grossisti) o dell'incontro fra cliente e disponibilità per i negozi al dettaglio (vedi il libro "Isn't it obvious?"). Furono introdotti nuovi sistemi per limitare i non vincoli nei due nuovi ambienti (l'eccesso di tempo nelle attività e l'eccesso di scorta, rispettivamente).
In questo periodo furono anche introdotti i cinque passi focalizzanti, la metodologia base universale della TOC.

## Processi di pensiero
I processi di pensiero sono formulazioni grafiche rigorose del principio di causa-effetto. Sono necessarie per identificare i problemi che stanno alla radice, cioè i pochi fattori cruciali che si trovano alla origine dalle numerose criticità esteriori (UDE – UnDesirable Effects), che una azienda sperimenta, individuare le modalità con cui rimuovere tali problemi radicali senza creare al tempo stesso nuove indesiderate criticità.
I processi di pensiero sono genericamente chiamati alberi, ad es. l'Albero della Realtà Attuale è quello che individua le cause prime, l'Albero della Realtà Futura è quello che verifica che la soluzione trovata effettivamente non produca gli UDE esistenti e non ne produca di nuovi, e così via. Un ruolo particolare viene giocato dal Diagramma di risoluzione dei conflitti che Goldratt in modo suggestivo chiamò "The Evaporating Cloud", una rappresentazione sintetica dei problemi che si trovano alla radice.
Lo scopo dei processi di pensiero è quello di trovare soluzioni rigorose ed efficaci ai problemi evidenziati, la dove le tecniche tradizionali falliscono. Vedi il libro "It's Not Luck".

## Il vincolo del mercato
I miglioramenti occasionati dalla applicazione di TOC alle operations spesso han fatto sì che il vincolo si trasferisse nel mercato, vale a dire che vi fosse l'opportunità stabile per una azienda di acquisire più vendite. Dopo qualche tempo risultò chiaro che la possibilità di più mercato poteva essere vista come un vantaggio competitivo stabile. Il problema allora diventava il modo di capitalizzare, di valorizzare questo vantaggio competitivo stabile. La cosa era resa difficile dal fatto che i miglioramenti interni potevano causare diversi e numerosi vantaggi competitivi. Per illustrare questi nuovi aspetti il libro “The Goal” venne ampliato e un nuovo romanzo business, che illustrava sia il problema del mercato che allo stesso tempo i processi di pensiero, “It's Not Luck (Non per fortuna)” veniva scritto da Goldratt nel 1994.

## Capitalizzare e sostenere
È stato con sorpresa che Goldratt constatò che la maggior parte della aziende che avevano goduto dei miglioramenti dell'applicazione della TOC alle operations, rimaneva contenta di quanto ottenuto e non si poneva il problema dei guadagni molto più ampi che potevano venire dal loro sfruttamento nel mercato. Inoltre la forza vendita seguiva il vecchio schema di valorizzare i propri prodotti di fronte ai probabili compratori. Si poneva invece l'urgenza non tanto di valorizzare i propri prodotti, quanto di focalizzarsi sull'ambiente e sulle necessità ed esigenze dei compratori e di mettere in luce i bisogni che non vengono soddisfatti dagli attuali fornitori/offerte.
Poiché gli ambienti dei compratori erano tanti e diversificati la costruzione degli alberi di causa effetto per ciascuno di essi richiese diversi anni.
Intervenne poi un altro effetto: il nuovo successo nelle vendite faceva poi sì che il vincolo ritornasse con decisione nel lato fornitura cioè all'interno dell'azienda, mettendo in pericolo i vantaggi acquisiti. Ciò richiedeva dunque che una implementazione TOC venisse affrontata in modo integrale e non solo funzione per funzione. Per affrontare in modo integrale i problemi della azienda venne creato (1999) un programma TV via Satellite che in otto sessioni di tre ore ciascuna affrontava l'intera gamma della problematica aziendale.

## Sviluppo perenne (Ever flourishing)
La sviluppo perenne è la nuova formulazione dell'obiettivo della azienda di “Far soldi adesso e nel futuro” come formulato in libro “The Goal”. La sviluppo perenne comporta la soddisfazione di condizioni fondamentali necessarie come la stabilità della occupazione e la soddisfazione dei clienti. Uno sviluppo perenne deve conciliare la crescita percentualmente costante anno su anno (che è di per sé esponenziale) con la stabilità che prevede invece una crescita con margini decrescenti nel tempo. La TOC a questo punto aveva competenza sufficiente per sviluppare un percorso di crescita per cinque tipologie di aziende: produzione su commessa, produzione per il magazzino, produzione per progetti, produzione di macchine e distribuzione all'ingrosso e al dettaglio. Si rendeva necessario uno strumento che trasferisse questo grande corpo di conoscenza.

## Gli alberi Strategia e Tattica
Gli alberi Strategia e Tattica sono probabilmente lo strumento più potente messo a disposizione dai processi di pensiero. Essi rappresentano la struttura logica che permette la focalizzazione: partendo dall'obiettivo strategico dell'azienda derivano logicamente quali azioni fare (e in che sequenza debbono essere fatte) e quali azioni non fare.
I vantaggi di questi alberi sono stati quello di semplificare la realizzazione dei progetti, di rendere senza problemi il passaggio da uno stadio all'altro. Gli alberi completi Strategia e Tattica per i cinque settori sopra indicati sono stati completati nel 2008-2009.